# Turn to Red
«Turn to Red» (a veces conocido como Almost Red o Nervous System) es un EP y el lanzamiento debut de la banda inglesa de post-punk Killing Joke. Fue lanzado como un EP de 10 pulgadas el 26 de octubre de 1979 por Malicious Damage y reeditado como un EP de 12 pulgadas el 14 de diciembre por Island Records.

## Historia
En 1978, Jaz Coleman y Paul Ferguson dejaron Mat Stagger Band para formar Killing Joke. En febrero de 1979, publicaron un anuncio en la prensa musical que atrajo al guitarrista Kevin "Geordie" Walker y al bajista Martin "Youth" Glover. Según Coleman, su manifiesto era "definir la exquisita belleza de la era atómica en términos de estilo, sonido y forma". La banda se formó en junio. Su primera canción fue "Are You Receiving?".
A finales de 1979, comenzaron el sello discográfico Malicious Damage con el artista gráfico Mike Coles como una forma de promocionar y vender su música.
Se envió un avance del EP al legendario DJ John Peel, quien estaba deseoso de impulsar el nuevo y apremiante sonido de la banda, y el lanzamiento tuvo una amplia difusión. La banda fue invitada inmediatamente a grabar una sesión de John Peel para la BBC el 17 de octubre de 1979, que se emitió el 29 de octubre.

## Lanzamiento
El 26 de octubre de 1979, el EP fue lanzado oficialmente en formato de 10" por Malicious Damage. Melody Maker lo nombró Sencillo de la Semana el 10 de noviembre de 1979. Una mención de apoyo por parte de John Lydon en NME generó más interés en la nueva banda.
El 14 de diciembre de 1979, fue reeditado en formato de 7" y 12" por Island Records, ahora con "Almost Red" agregado, un remix dub de la canción principal.
El lanzamiento de Turn to Red se convirtió en un objeto de colección gracias a las cuatro escasas "tarjetas de arte" que se incluían con el disco en su funda de plástico transparente. La canción "Turn to Red" presentaba un ritmo constante que repetía la palabra "rojo" infinitamente. El edificio que aparece en la funda es Centre Point en New Oxford Street, Londres.
Killing Joke desarrolló rápidamente este sonido en algo más denso, más agresivo y más parecido al heavy metal con su álbum de estudio debut, Killing Joke.

## Listado de pistas
Todas las canciones escritas y compuestas por Killing Joke (Jaz Coleman, Kevin "Geordie" Walker, Martin "Youth" Glover, Paul Ferguson).

### Lanzamiento original de 10"
| Lado A |                  |          |  |
| N.º    | Título           | Duración |  |
| 1.     | «Nervous System» | 4:10     |  |
| 2.     | «Turn to Red»    | 4:10     |  |

| Lado B |                     |          |  |
| N.º    | Título              | Duración |  |
| 1.     | «Are You Receiving» | 4:50     |  |

### Lanzamiento de 12"
| Lado A |                  |          |  |
| N.º    | Título           | Duración |  |
| 1.     | «Almost Red»     | 3:48     |  |
| 2.     | «Nervous System» | 4:10     |  |

| Lado B |                     |          |  |
| N.º    | Título              | Duración |  |
| 1.     | «Are You Receiving» | 4:50     |  |
| 2.     | «Turn to Red»       | 4:10     |  |

## Personal
Killing Joke
- Jaz Coleman – Voz, teclados, producción
- Kevin "Geordie" Walker – Guitarra, producción
- Martin "Youth" Glover – Bajo, producción
- Paul Ferguson – Batería, producción

Técnico
- Mark Lusardi – ingeniería
- Jonz – masterización
- Mike Coles – diseño gráfico de manga